# VC-003
La VC-003 es una carretera perteneciente al Ayuntamiento de Villafranca de Córdoba de la provincia de Córdoba, España, sirve de acceso a varias parcelas y a la Quesería de La Soledad.